# Gízai piramisok
Gízai piramisok néven három piramist értünk: az egyiptomi óbirodalmi Hufu, Hafré és Menkauré fáraók piramisait. (A három fáraó görögösített nevén – Kheopsz, Khephrén és Mükerinosz – is ismert.) Maga a teljes piramismező a három nagy piramison kívül magába foglalja a hozzájuk tartozó halotti templomokat, kisebb piramisokat – köztük I. Hotepheresz, I. Merititesz és Henutszen királynék piramisát –, a Nagy Szfinxet, Hafré és Menkauré völgytemplomait, I. Hentkauesz királyné sírját, a nemesek masztabáit és más, a halottkultusszal, illetve az építkezéssel kapcsolatos épületeket.
A gízai piramisok közül Hufu piramisa az ókori világ hét csodájának az egyike.
A három legnagyobb piramist i. e. 2600 és 2500 között építették.
Gíza a mai egyiptomi főváros, Kairó közvetlen közelében helyezkedik el. A gízai piramisok egy lokális mészkőplatón, a Mokattam-fennsíkon állnak, ami a IV. dinasztiában és az azt megelőző időkben kőbányaként funkcionált. A kőbányászat az elmúlt 4500 év folyamán is megmaradt a fennsíkon, de már csak a kész épületek kitűnően megmunkált és könnyen hozzáférhető anyagát bányászták ki. Gíza nemcsak a piramisok és komplexumaik, hanem a könnyű megközelíthetősége miatt elsődleges turistacélpont volt már az ókorban is.

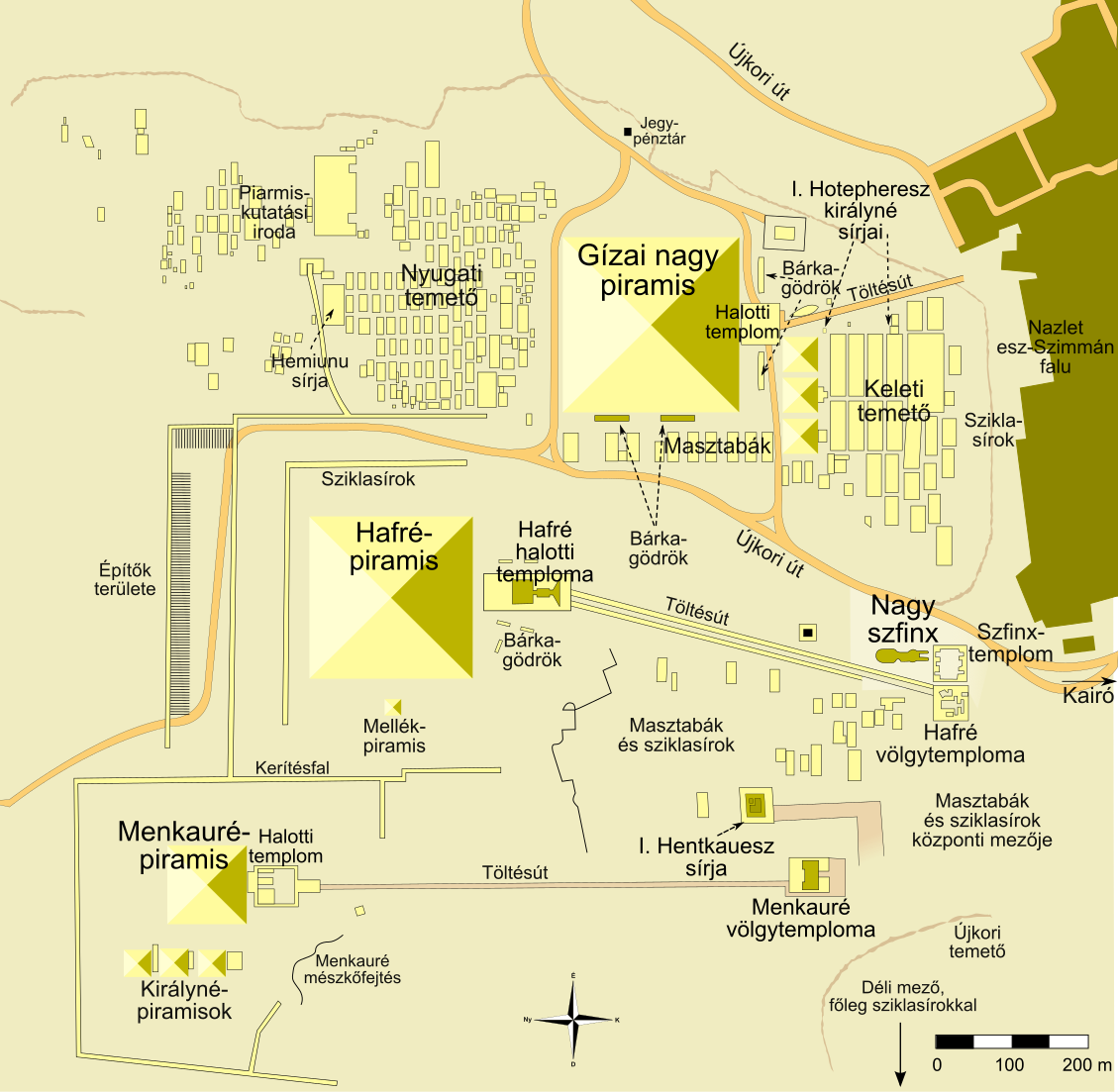
A gízai piramismező térképe

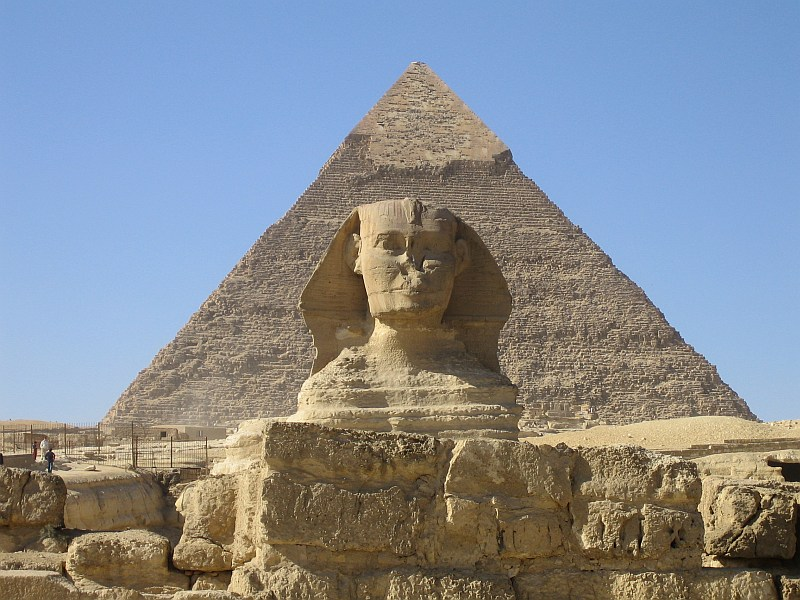
A Nagy Szfinx és Hafré piramisa Gízában, Kairó mellett. Mindkettő az óbirodalom idején épült.

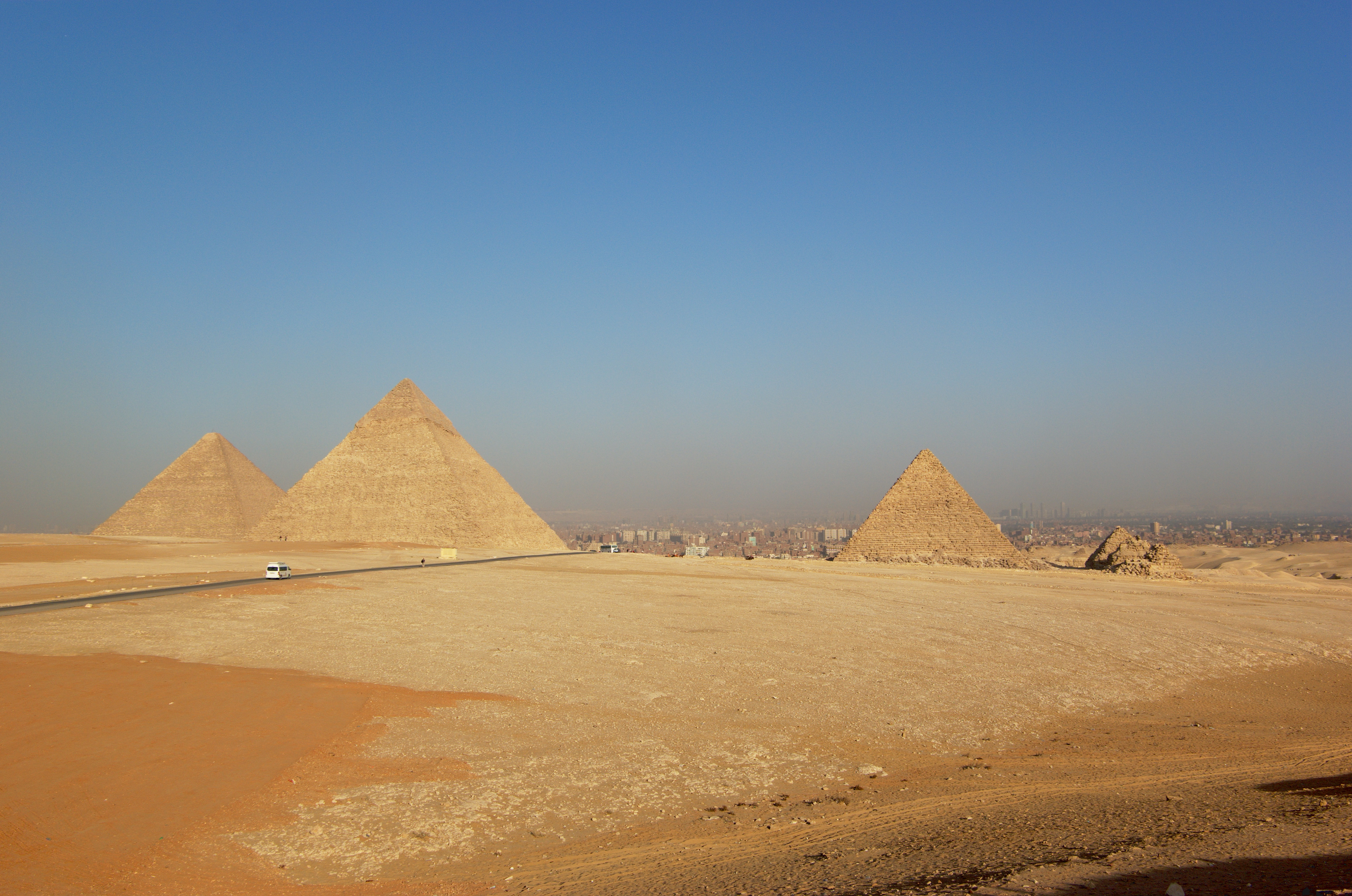
A Gízai fennsík látképe a piramisokkal